# Monument historique (France)
Pour les autres articles nationaux ou selon les autres juridictions, voir Monument historique.
Ne pas confondre « édifice classé (ou inscrit) au titre des Monuments historiques », traité dans cet article, avec site classé ou inscrit.

Depuis 1985, le logo interprétant le dessin géométrique du labyrinthe de la cathédrale de Reims est apposé sur les monuments historiques en France afin de les signaler à l'attention du public.

Un monument historique est, en France, un bien meuble, un bien immeuble ou une construction particulière, recevant par une décision administrative un statut juridique et un label destinés à le protéger, du fait de son intérêt historique, artistique ou architectural.
Deux niveaux de protection existent : un monument peut être « classé » ou « inscrit » parmi les monuments historiques. L'inscription (dit jusqu'en 2005 « à l'inventaire supplémentaire des monuments historiques ») est une protection des monuments présentant un intérêt remarquable à l'échelle régionale, contrairement au classement, protégeant les monuments présentant un intérêt à l'échelle de la nation et qui constitue ainsi le plus haut niveau de protection. Dans le cas d'immobilier, la décision de protection énumère les parties de l'édifice qui sont protégées, à moins que celui-ci ne le soit entièrement (aussi bien des éléments extérieurs qu'intérieurs), ainsi que ses abords.
Le terme de « monuments historiques », au singulier comme au pluriel, désigne parfois improprement un monument ayant un cachet particulier ou un style ancien, bien que celui-ci ne soit pas protégé. Par métonymie le terme renvoie soit aux services chargés du recensement, de la protection et du suivi des monuments (service régional de l'inventaire, conservation régionale des monuments historiques et service territorial de l'architecture et du patrimoine, devenu par décret du 17 décembre 2015 unité départementale de l'architecture et du patrimoine (UDAP) et hébergeant les architectes des bâtiments de France), ou chargés des études et recherches les concernant (laboratoire de recherche des monuments historiques), soit à d'autres labels (label « Patrimoine du XXe siècle ») ou d'autres protections (site patrimonial remarquable), soit à des associations de promotion des monuments historiques (vieilles maisons françaises, fondation du patrimoine…).
En 2020, il y avait en France 45 684 monuments historiques immobiliers, selon la base Mérimée et, en 2023, environ 260 000 objets mobiliers monuments historiques, dont environ 120 000 classés et 140 000 inscrits.

## Présentation

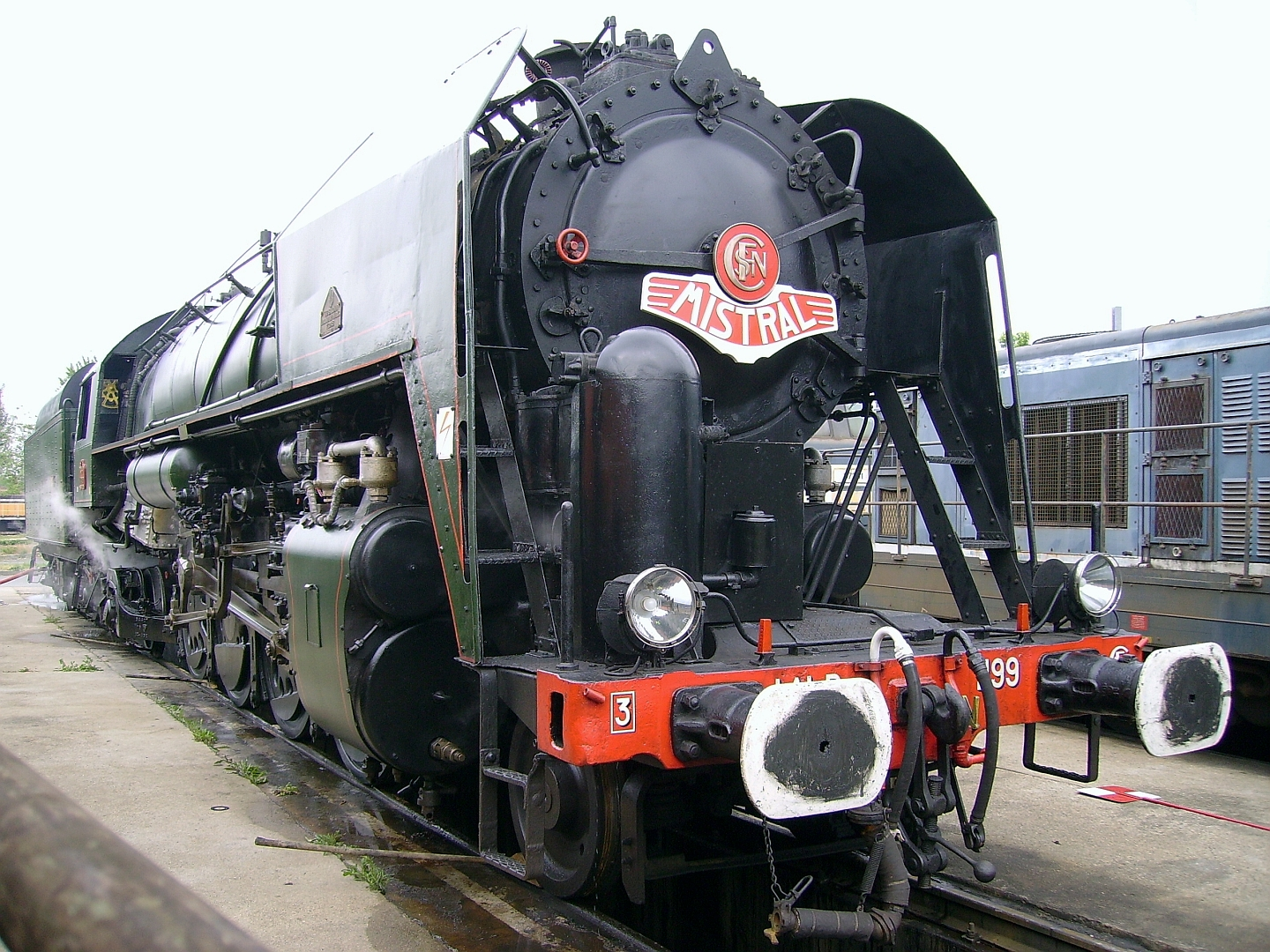
Malgré sa taille, la locomotive à vapeur 141 R 1199 est classée au titre objet, comme peuvent l'être des bateaux.

La notion de monument historique, suscitée à la fois par les idées de la Révolution française et du romantisme, a conduit à une politique de protection fondée par la monarchie de Juillet. Il s'agit d'une reconnaissance d’intérêt public pour les immeubles (édifices, jardins et parcs, réserves archéologiques, etc.) qui concerne plus spécifiquement l’art et l’histoire attachés au monument et constitue une servitude d’utilité publique.
Longtemps soumis aux dispositions de la loi du 31 décembre 1913, le classement et l'inscription sont désormais régis par le titre II du livre VI du code du patrimoine.
Il existe deux niveaux de protection, constituant tous deux un label officiel français.

### Inscription au titre des monuments historiques

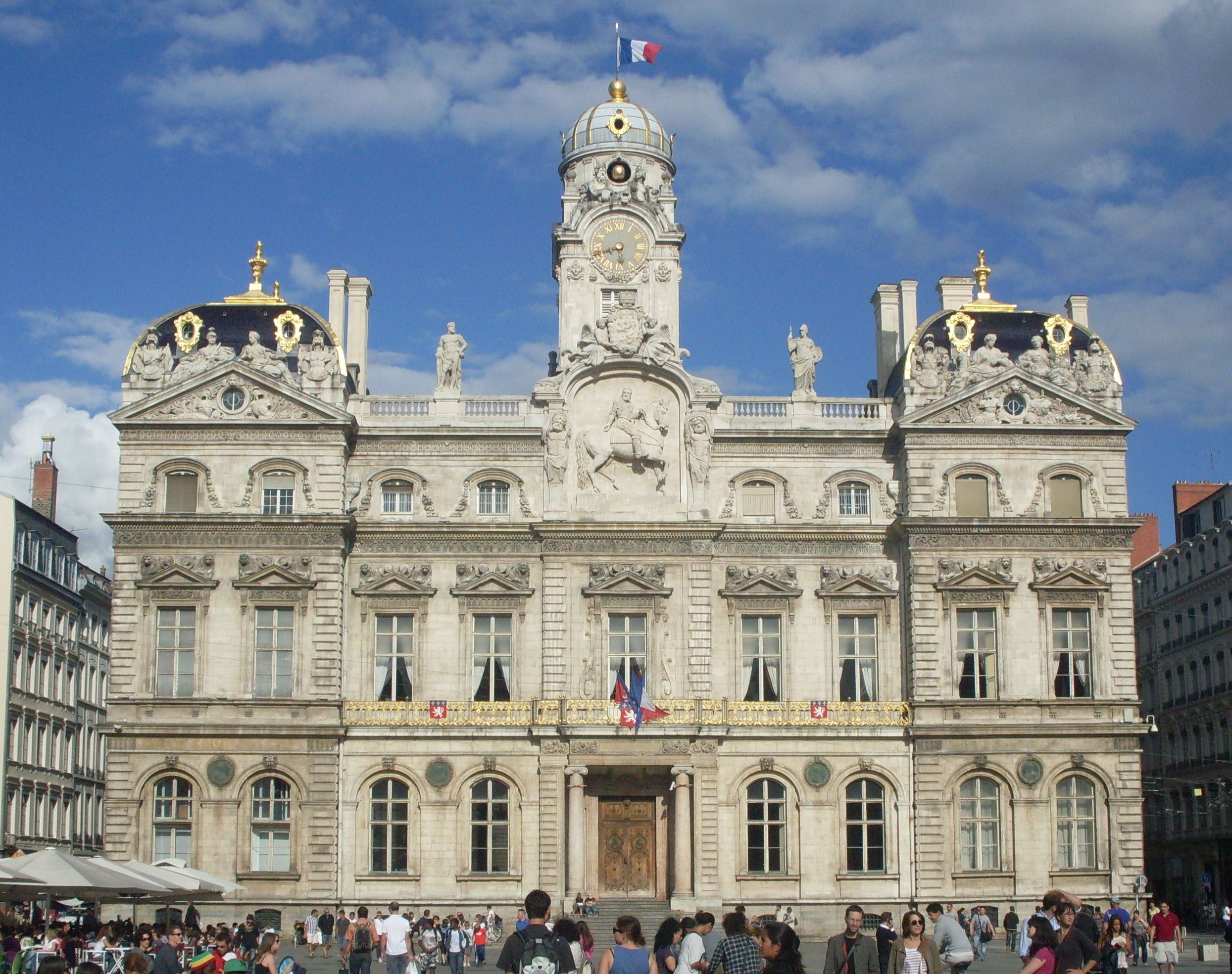
L'hôtel de ville de Lyon est classé en 1886.

L'inscription au titre des monuments historiques (autrefois connue comme « inscription à l'inventaire supplémentaire des monuments historiques »), pour certains meubles et immeubles présentant un intérêt à l'échelle régionale. Couramment, on dit d'un bien dans le premier cas qu'il est « inscrit ».

### Classement au titre des monuments historiques
Le classement au titre des monuments historiques, est à un niveau d'intérêt national. On dit dans ce second cas qu'il est « classé ».

### Mise en œuvre
Les deux protections peuvent aussi s’appliquer aussi bien à des objets immeubles qu'à des objets mobiliers (soit meubles proprement dits, soit immeubles par destination) présentant un intérêt historique, artistique, technique, etc. sous l’appellation de classement au titre objet ou (plus rare) d'inscription au titre objet ainsi que pour le recensement.
La mise en œuvre d'une de ces protections peut prendre 15 à 18 mois (partie législative et partie réglementaire)[réf. souhaitée].

## Histoire

### Prémices et genèse
Les biens nationaux, constitués à la faveur de la nationalisation des biens du clergé (décret des biens du clergé mis à la disposition de la Nation du 2 novembre 1789), des émigrés (décret du 9 novembre 1791) et de la couronne de France (décret du 10 août 1792), ont eu des fortunes diverses. Certains ont été livrés à la vindicte populaire, engendrant la notion de vandalisme inventée par l'abbé Grégoire (rapport présenté à la Convention le 31 août 1794 sur « les destructions opérées par le vandalisme et les moyens de les récupérer »), d'autres ont été conservés par l'État et ont changé de fonctions (prisons comme Maguelone, Clairvaux, Le Mont-Saint-Michel), mais la plus grande part ont été vendus à des particuliers, souvent pour servir de carrière de matériaux de construction et ont disparu (abbaye de Cluny, château abbatial de Vézelay, etc.).
En 1790, Aubin Louis Millin parle pour la première fois de « monument historique » dans un rapport déposé à l'Assemblée constituante, à l'occasion de la démolition de la Bastille. « Monument historique » devient symbolique de l'avant-révolution, de l'Ancien Régime. L'idée de conserver un témoignage de l'Ancien Régime circule et la Constituante, sous l'impulsion de Talleyrand, adopte le 13 octobre 1790 un décret qui constitue la commission des monuments dont le rôle est d'étudier « le sort des monuments, des arts et des sciences ». En 1791, Alexandre Lenoir est nommé pour créer le musée des Monuments français, ouvert en 1795, dans lequel il rassemble les fragments d'architecture qu'il parvient à sauvegarder. Mais ce musée est fermé par Louis XVIII par l'ordonnance du 24 avril 1816 après le retour de la monarchie, lors de la Restauration et ses collections devant être restituées « aux familles et aux Églises » sont dispersées.
Le vandalisme entraîne des réactions, en particulier des romantiques (Chateaubriand, ou Victor Hugo qui publie en 1825 un pamphlet : Guerre aux démolisseurs). La sauvegarde passe par un travail d'inventaire : dès 1795 le conseil des bâtiments civils complète l'inventaire des châteaux que Louis XVI avait commencé.
En 1820, le Baron Taylor et Charles Nodier publient leurs Voyages pittoresques et romantiques dans l'ancienne France, au moment où se constituent à l'échelle nationale les premières sociétés archéologiques. L’Académie celtique est fondée en 1804 par Éloi Johanneau, Mangourit et Camby qui s'est réunie pour la première fois le 3 ventôse an XIII (22 février 1805). Cette première association ne devait se vouer qu'à l'étude des Celtes mais rapidement elle s'est intéressée aux antiquités nationales. Dès 1811, Roquefort a proposé de changer le nom de la société pour lui en donner un plus en rapport avec son activité. Les nouveaux statuts ainsi que le nouveau de la société, Société des antiquaires de France, sont adoptés le 29 octobre 1813. Arcisse de Caumont fonde la Société des antiquaires de Normandie en 1824, puis la Société française d'archéologie en 1834. La Société archéologique du Midi de la France a été fondée par Alexandre Du Mège, en 1831. En 1834 est fondée à Poitiers la Société des antiquaires de l'Ouest par Charles Mangon de La Lande à partir de membres de la Société académique d'agriculture, belles-lettres, sciences et arts de Poitiers fondée en 1818. D'autres sociétés vont suivre dans les différents départements comme la Société des antiquaires de Picardie à Amiens. Le Comité des travaux historiques et scientifiques est fondé par François Guizot en 1834 pour diriger des recherches et soutenir celles des différentes sociétés savantes.

### La naissance des «monuments historiques»

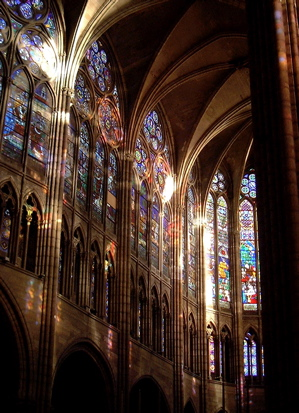
La basilique Saint-Denis est un des premiers monuments à avoir été classés monument historique.

En 1819, pour la première fois, le budget du ministère de l'Intérieur a une ligne « monuments historiques », une quinzaine se voyant allouer la somme de 80 000 francs. Sous la monarchie de Juillet, le 21 octobre 1830, le ministre de l'Intérieur François Guizot propose dans un rapport présenté au roi Louis-Philippe de créer le poste d'inspecteur des monuments historiques qu'il attribue à Ludovic Vitet le 25 novembre 1830, puis le 27 mai 1834 à Prosper Mérimée. La mission de l'inspecteur des monuments historiques est de classer les édifices et de répartir les crédits d'entretien et de restauration. Le 29 septembre 1837, le ministre de l'Intérieur le comte de Montalivet institue la commission des monuments historiques, succédant au comité des Arts. Composée de sept bénévoles et présidée par Jean Vatout, directeur des monuments publics, elle fait un travail d'inventaire, de classement (classement sur la base de considérations politiques puis mettant l'accent vers 1835 sur l'intérêt historique et à partir de 1841 sur la qualité architecturale) et d'attribution des crédits. Elle se charge également de former les architectes qui interviennent sur les monuments (à commencer par Eugène Viollet-le-Duc).
En 1840, la commission publie sa première liste qui compte 1 082 monuments historiques dont 934 édifices, liste composée uniquement de monuments préhistoriques et de bâtiments antiques et médiévaux (Ve au XVIe siècle), pour beaucoup des édifices religieux, mais aussi des objets (telle la tapisserie de Bayeux). Tous sont des propriétés de l'État, du département ou de la commune, dont la conservation nécessite des travaux (et donc des crédits).
Par la suite, la commission continue son travail d'inventaire, les monuments historiques augmentent en nombre et le domaine de protection s'élargit selon trois directions : chronologique, catégorielle (vers l'architecture vernaculaire), typologique ou conceptuelle (on cherche à protéger un bâtiment représentant chaque type, le typicum et plus seulement l’unicum). Ainsi en 1851, la commission crée la Mission héliographique, chargée de photographier les monuments français. Cependant, les autorités locales, l'Église et l'armée rechignent à reconnaître les prérogatives de l'État sur leur patrimoine et le classement des monuments des propriétaires privés exige leur consentement : ces freins expliquent que le nombre des monuments classés annuellement passe de 2 800 en 1848 à 1 563 en 1873.

### Développement et ouverture

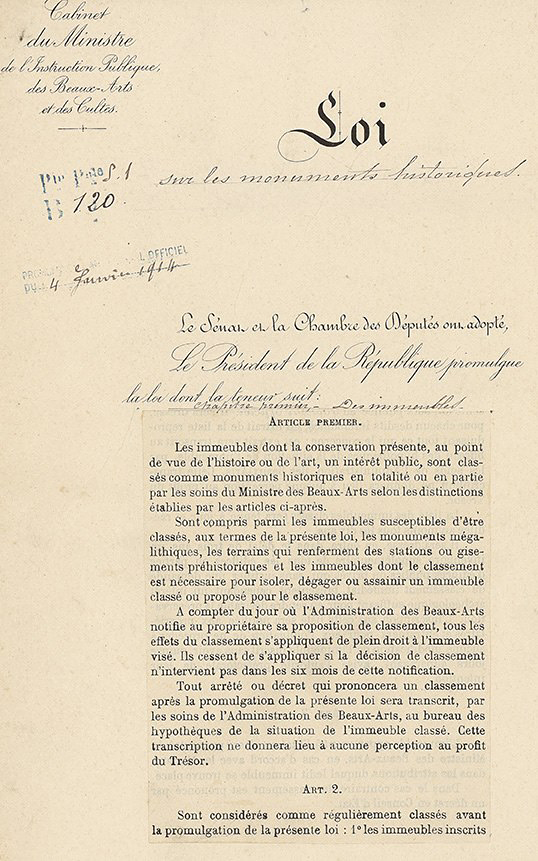
Loi du 31 décembre 1913 sur les monuments historiques, Archives nationales A/1975..

La loi du 30 mars 1887 pour la conservation des monuments historiques fixe pour la première fois les critères et la procédure de classement. Elle contient également des dispositions instituant le corps des architectes en chef des monuments historiques (ou ACMH, s'inspirant de la situation des architectes diocésains et remplaçant progressivement les architectes locaux) instauré par décret du 26 janvier 1892. En 1893 a lieu le premier concours des ACMH, enfin en 1907 un décret fixe leur statut.
Proposée par le ministre de l'Instruction publique Aristide Briand, la loi du 21 avril 1906 sur la protection des sites et des monuments naturels de caractère artistique résulte de l’action menée entre autres par la Société des amis des arbres (fondée en 1898 par Julien-François Jeannel), le Club alpin français, la Société pour la protection des paysages et de l'esthétique de la France et le Touring club de France qui militent contre les effets de l'industrialisation. Elle pose le principe de classement des sites naturels pittoresques.
Lors de la loi de séparation des Églises et de l'État en 1905, les collectivités et l'État se voient confier la responsabilité des édifices cultuels mais certaines communes refusent de prendre en charge certains de ces édifices qui ne sont pas considérés comme d'« intérêt national » tandis que d'autres n'hésitent pas à vendre aux enchères leur patrimoine, ce qui provoque des scandales et révèle les faiblesses des textes législatifs de 1887. La loi du 31 décembre 1913 sur les monuments historiques complète et améliore les dispositions de la loi du 30 mars 1887, élargissant le champ de protection des critères de classement (biens dont la conservation répond non plus simplement à la notion d'« intérêt national » mais à celle d'« intérêt public » qui prend en compte aussi le petit patrimoine local, classement étendu à la propriété privée sans avoir besoin du consentement du propriétaire, prélude à l’inscription à l’inventaire supplémentaire), définissant les intervenants obligatoires, instaurant des sanctions pénales et civiles en cas de travaux sans autorisation sur des monuments classés, etc.. Cette même année, les monuments historiques acceptent quatre châteaux postérieurs au Moyen Âge : le Luxembourg, Versailles, Maisons-Laffitte et le Louvre. À la fin de 1911, plus de 4 000 édifices et 14 000 objets sont classés.
Pendant les années 1920 et 1930, le classement s'ouvre au patrimoine privé, ce qui constitue une servitude qui est alors considérée comme une privation de propriété (voir à ce sujet la saline royale d'Arc-et-Senans en 1926), mais qui est ensuite compensée par le subventionnement des travaux, puis par des avantages fiscaux. Il s'ouvre aussi à la Renaissance et à l'âge classique, c’est-à-dire du XVIe au XVIIIe siècle (par exemple l'église Sainte-Geneviève de Paris en 1920). On se met également à accepter timidement l'architecture éclectique : classement en 1923 de l'Opéra. Avec l'abandon des sites par les militaires à la suite de la Première Guerre mondiale, l'architecture militaire de la Renaissance et de l'âge classique commence à être classée. C'est enfin à cette période qu'on invente une sorte de classement de second ordre : l'« inscription à l'inventaire supplémentaire des monuments historiques », en 1925, devenue en 2005 l'« inscription au titre des monuments historiques ».

### Extension et évolution des protections

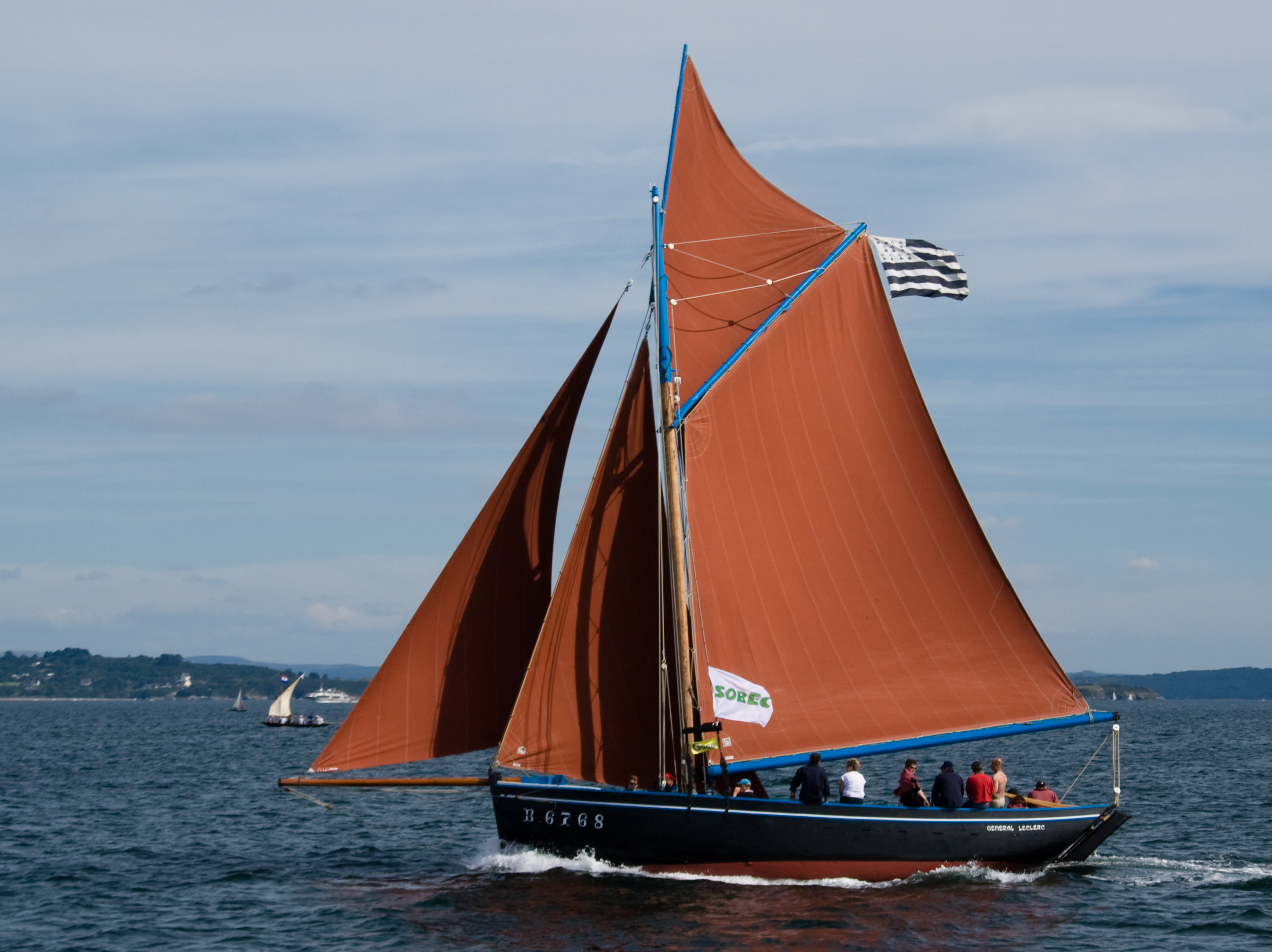
Le Général Leclerc, sloop coquillier de Brest, classé au titre des monuments historiques en 2005.

La loi du 2 mai 1930, qui remplace celle de 1906, tend à rapprocher les procédures de classement des monuments bâtis d'une part, et celle de sites et espaces naturels, en créant la catégorie de « site classé et site inscrit ». Elle introduit également la possibilité de classer comme un site une zone située à proximité d'un bâtiment classé ou inscrit. La protection des sites naturels classés est actuellement régie par le code de l'environnement.

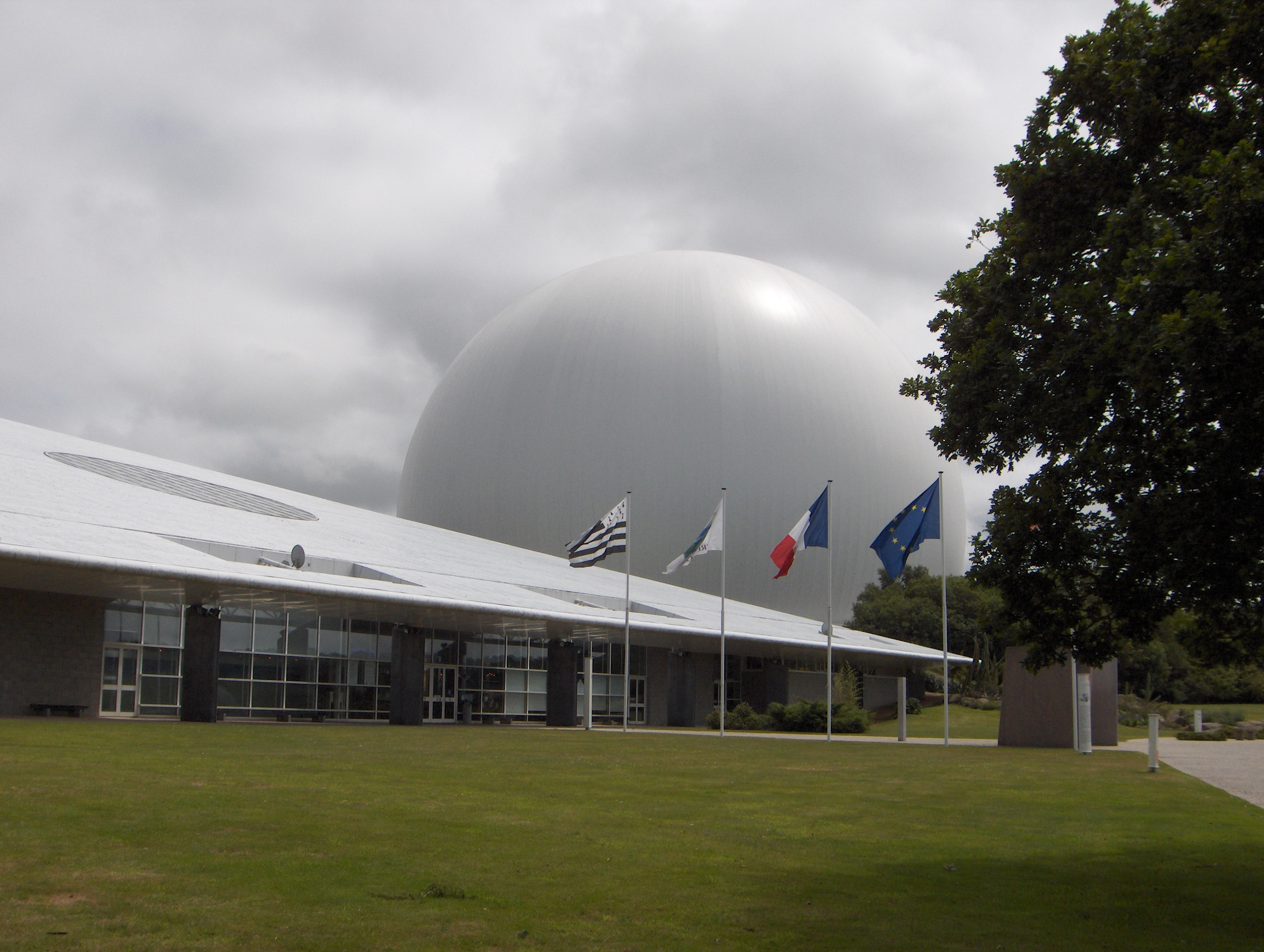
Le radôme du centre de télécommunication spatiale de Pleumeur-Bodou a été classé en 2000 au titre des monuments historiques et suivant le Label « Patrimoine du XXe siècle ».

La loi du 25 février 1943, modifiant la loi du 31 décembre 1913, précise ces dispositions en introduisant un champ de visibilité de 500 m. La loi de 1943 considère en effet qu'un monument c’est aussi l’impression que procurent ses abords. C'est pourquoi la loi impose une forme de vigilance à l’égard des projets de travaux dans le champ de visibilité des monuments historiques. De nombreux classements sont opérés durant l'Occupation, afin d'empêcher des destructions par l’occupant, mais aussi pour faire travailler les personnes chargées des protections, afin qu'elles échappent au service du travail obligatoire en Allemagne.

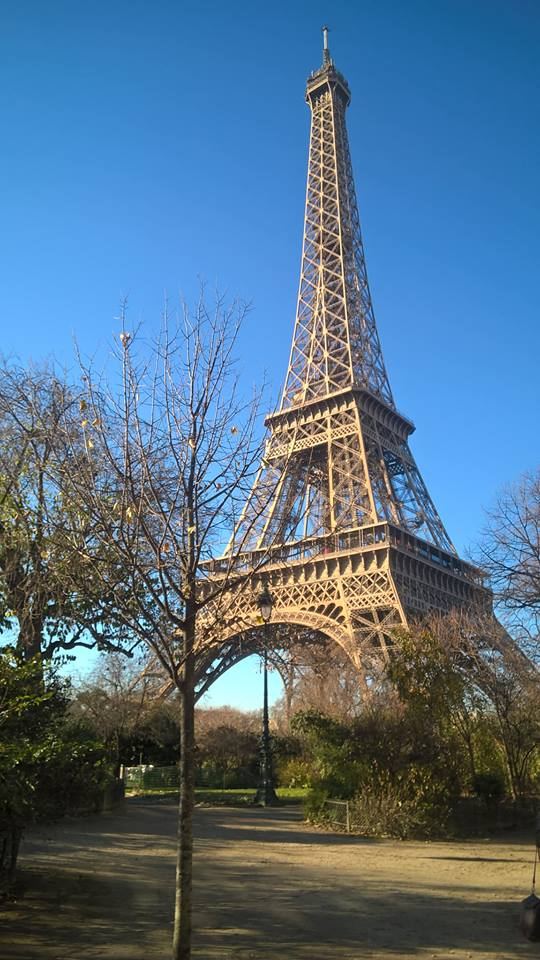
La tour Eiffel est inscrite au titre des monuments historiques par arrêté du 24 juin 1964.

Après la Seconde Guerre mondiale et les destructions massives dues aux bombardements allemands de 1940 et alliés de 1944 et 1945, et l'essor économique des Trente Glorieuses pendant lesquelles on continue les destructions pour reconstruire du neuf, la protection en réaction change d'échelle. Le 4 octobre 1962, André Malraux fait passer une loi sur les secteurs sauvegardés qui protège des parties de villes et crée par le décret du 4 mars 1964 le service de l'inventaire général des monuments et des richesses artistiques de la France qui ne répertorie pas uniquement les monuments historiques. Parallèlement, les monuments historiques s'ouvrent à l'architecture civile du XVIe au XVIIIe siècle, à l'architecture vernaculaire et naïve avec le palais idéal du facteur Cheval en 1969, et à l'architecture monumentale des XIXe et XXe siècles. C'est ainsi qu'ont été inscrits ou classés :
- la tour Eiffel (1887-1889), inscrite en 1964 ;
- la villa Savoye (1929-1931), classée en 1965 ;
- la chapelle Notre-Dame-du-Haut de Ronchamp (1950-1955), inscrite en 1965 puis classée en 1967 ;
- l’église Notre-Dame du Raincy (1922-1923), classée en 1966 ;
- la villa Stein (1927-1928), inscrite en 1975 ;
- la Cité radieuse de Marseille (1945-1952), classée en 1995 ;
- l’église du Sacré-Cœur d'Audincourt (1949-1951), classée en 1996 ;
- l’église Notre-Dame-de-Toute-Grâce du plateau d'Assy, classée en 2004.
- la Louise-Catherine, péniche historique de Le Corbusier et de Madeleine Zillhardt, coulée à Paris lors de la crue de la Seine de l'hiver 2018 , mais renflouée et protégée grâce à son classement[34].

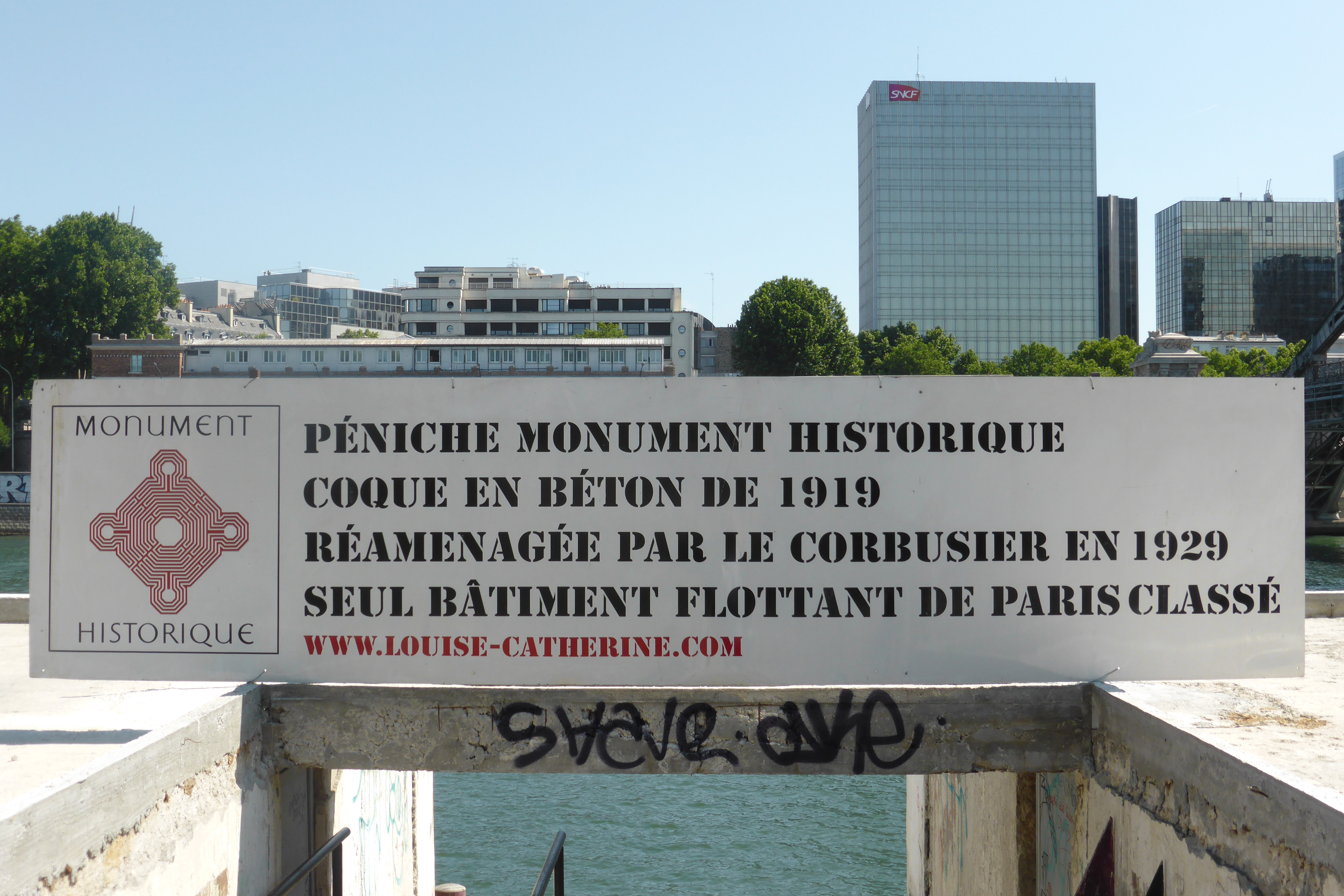
Exemple de panneau de protection des monuments historiques : la Louise-Catherine, Paris, 13e arrondissement

L'architecture métallique a mis du temps à être reconnue et classée : les Halles de Victor Baltard sont détruites entre 1971 et 1973 (un seul pavillon a été classé monument historique et a été remonté à Nogent-sur-Marne en 1977, hors de son contexte d'origine), la bibliothèque Sainte-Geneviève de Henri Labrouste attend 1988 pour être classée.
Les archives ont été classées au titre des « monuments historiques », jusqu'à la loi de 1979 sur les archives, qui a instauré un régime spécifique (actuellement codifié au livre II du code du patrimoine), qui s'inspire toutefois beaucoup du régime des monuments historiques.
La fin des années 1980 et le début des années 1990 voient le début de la protection du patrimoine industriel, tant l'architecture (Le moulin de la chocolaterie Menier de Jules Saulnier à Noisiel a été classée en 1992) que les machines (la collection automobile Schlumpf est classée en 1978 pour éviter sa dispersion). Dans le même temps la mission du patrimoine maritime et fluvial, avec le classement de phares, balises, grues fluviales, puis des bateaux (les premiers sont le trois-mâts Duchesse Anne et la gabare Mad-Atao en 1982), etc.
Sont également protégés les lieux témoins de l'histoire : la maison natale de Jeanne d'Arc (classée dès 1840) ou celle de Napoléon Ier, le mur des Fédérés, Oradour-sur-Glane (classé le 10 mai 1946), etc. ; les jardins : aux alentours de 1920 les parcs de Versailles et de Fontainebleau sont classés, ainsi que celui d'Azay-le-Rideau vers 1930.
D'autres monuments, reflets de l'Art nouveau français (mouvement de l'école de Nancy) sont également classés à la fin des années 1990, principalement à Nancy. Afin d'accentuer cette visibilité, est créé en 1999 le label « Patrimoine du XXe siècle », attribué automatiquement à tous les monuments historiques construits durant le XXe siècle, mais aussi aux édifices présents dans les ZPPAUP ou proposés à la commission régionale du patrimoine et de l'architecture.
L'appellation « inventaire supplémentaire des monuments historiques » est remplacée par « l'inscription au titre des monuments historiques » en 2005.

## Répartition historique et statistiques

Densité de bâtiments monuments historiques hors objet mobilier par département et par 100 km2.

Au 1er février 2015, il y avait approximativement 43 600 immeubles protégés au titre des monuments historiques en France (14 100 classés et 29 500 inscrits), ainsi qu'environ 300 000 objets mobiliers (plus de 135 000 classés et autour de 150 000 inscrits) auxquels il convient d'ajouter 1 400 orgues. 49,4 % des monuments historiques sont des propriétés privées ; les communes en possèdent 55,82 % contre 5,67 % pour l’État et 3,6 % pour les autres collectivités territoriales. Un tiers des monuments historiques concerne l'architecture domestique, 29,6 % sont des édifices religieux.
Ils se répartissaient en 2014 comme suit :
- 3,82 % de monuments de la préhistoire et de la protohistoire ;
- 1,65 % de monuments de l'Antiquité ;
- 32,67 % de monuments du Moyen Âge ;
- 44,24 % de monuments de l'époque moderne et
- 17,62 % de monuments de l'époque contemporaine.

Au 31 décembre 2008, il y avait 43 180 monuments répartis comme suit : 14 367 classés et 28 813 inscrits au titre des monuments historiques, 323 supplémentaires par rapport à 2007, 44 236 en 2012 et 44 318 en 2014.
Mais le contrôle de l'architecte des bâtiments de France s'exerce aussi par le biais de l'exigence, depuis 1977, de son accord sur le permis de démolir des bâtiments situés dans les périmètres protégées pour leur intérêt patrimonial ou environnemental (sites inscrits, etc.), ainsi que depuis 1943 sur tous les travaux situés en covisibilité et, désormais, en abords de monuments historiques en vertu des dispositions de l'article L. 621-30.II du code du patrimoine, ou en sites patrimoniaux remarquables (ex-secteurs sauvegardés) depuis 1964. En réalité, ce sont donc plusieurs centaines de milliers de bâtiments existants, sinon plusieurs millions, qui sont directement ou indirectement protégés en France par un contrôle esthétique et patrimonial rigoureux, à l'occasion de tous travaux sur ceux-ci.
Devant la forte augmentation du nombre de monuments historiques, certains auteurs comme Françoise Choay considèrent que le monument historique est devenu une sorte de syndrome de Noé : l’État continue à inscrire des monuments historiques en plus grande quantité que ce dont il peut effectivement s’occuper.
Actuellement, les crédits de restauration attribués par le ministère de la Culture sont déconcentrés dans les DRAC ou gérés par l’Opérateur du patrimoine et des projets immobiliers de la culture.

### Statistiques
Le graphique suivant résume le nombre de classement et d'inscription au titre des monuments historiques par décennie, depuis 1840.
NombreDécennie0100020003000400050006000184018701900193019601990ClassementsInscriptionsClassements et inscriptions par décennie

## Institutions relatives aux monuments historiques

### Médiathèque du patrimoine et de la photographie
La Médiathèque du patrimoine et de la photographie (MPP) est un service à compétence nationale du ministère de la Culture, rattaché au service du patrimoine au sein de la direction générale des patrimoines et de l'architecture (DGPA). Elle est chargée de collecter, conserver et communiquer :
- les archives et la documentation de l'administration des monuments historiques et de l'archéologie ;
- le patrimoine photographique de l'État comprenant plus de quatre millions de tirages et quinze millions de négatifs remontant aux origines de la photographie et incluant ceux relatifs aux monuments historiques.

Pour l'administration des Monuments historiques, la MPP est chargée d'alimenter les bases Mérimée, Palissy et Mémoire, accessibles par la Plateforme ouverte du patrimoine (POP). Elle assure également chaque année la publication au Journal officiel de la République française de la liste des nouveaux monuments protégés.
La MPP est constituée de trois départements scientifiques : archives et bibliothèque, Centre de recherches sur les monuments historiques (CRMH) et photographie. Elle dispose de deux sites en Île-de-France, le siège de la médiathèque installé à Charenton-le-Pont sur le site de Conflans, et le Fort de Saint-Cyr pour les archives photographiques et celles de l'archéologie.

### Laboratoire de recherche des monuments historiques
Le laboratoire de recherche des monuments historiques (LRMH) est un service à compétence nationale du ministère de la Culture, rattaché au service du patrimoine au sein de la direction générale des patrimoines et de l'architecture (DGPA). Il fait partie du Centre de recherche sur la conservation (CRC), équipe associée à l’USR 3224 du Centre national de la recherche scientifique (CNRS) composée également du Centre de recherche sur la conservation des collections (CRCC) et de la Conservation-Recherche du musée de la Musique.
Le LRMH est chargé de mener des études scientifiques et techniques ainsi que des recherches sur la conservation des édifices et objets du patrimoine culturel protégés au titre des Monuments historiques. Il en étudie les matériaux constitutifs et les phénomènes d’altération qui en compromettent la conservation. Il travaille sur les traitements à appliquer aux œuvres altérées, ainsi que sur les conditions de conservation des monuments et objets étudiés. Il diffuse le plus largement possible le résultat de ses études et de ses recherches.

## Procédure de classement ou d'inscription

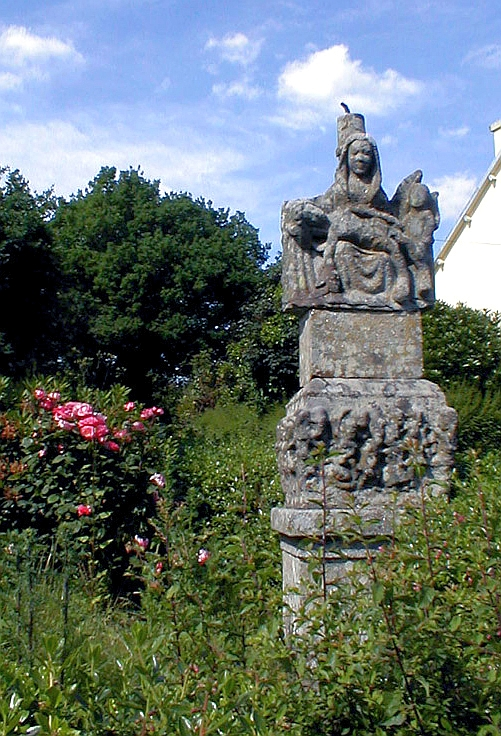
La croix de chemin du Moustoir (Côtes-d'Armor), inscrite monument historique le 22 janvier 1927.

### Proposition de la protection
Les immeubles sont classés ou inscrits monuments historiques respectivement selon les dispositions des articles L. 621-1 et L. 621-25 et suivants du code du patrimoine.
La démarche de classement peut être proposée par le propriétaire ou n’importe quel acteur public (service territorial de l'architecture et du patrimoine devenu unité départementale de l'architecture et du patrimoine, service régional de l'inventaire, etc.) ou privé (associations de conservation du patrimoine par exemple), auprès de l'architecte des bâtiments de France territorialement compétent ou de la Conservation régionale des monuments historiques rattachés à la direction régionale des Affaires culturelles. Dans le cadre d'immeubles ou d'objets nécessitant une étude archéologique ou trouvés lors de fouilles, le service régional de l’archéologie peut instruire le dossier.
Le dossier de demande de protection est généralement constitué par les chargés d'étude documentaire de la Conservation régionale des monuments historiques. Le dossier doit comporter une partie documentaire donnant des renseignements détaillés sur l’édifice (histoire, situation urbaine, juridique, etc.) et des documents photographiques et cartographiques. Il comprend également les avis de l’architecte en chef des monuments historiques, de l’architecte des bâtiments de France et du conservateur des monuments historiques.

### Mise en place de la protection au titre des monuments historiques
Le dossier de protection ainsi constitué est ensuite soumis à l’avis de la commission régionale du patrimoine et de l'architecture (CRPA) présidée par le préfet de région.
Le préfet, d'après l’avis de la commission, peut prendre un arrêté d’inscription, ou le refuser. Que l'arrêté soit pris ou non, il peut également choisir, suivant ou non le vœu émis par la commission, de transmettre le dossier au ministère de la Culture en vue du classement. Dans le cas où le dossier est soumis au ministre, la commission nationale du patrimoine et de l'architecture se prononce et a alors deux possibilités : soit elle propose le classement, soit elle propose ou confirme l’inscription si l’édifice présenté ne justifie pas un classement. Dans le cas d'une acceptation du propriétaire, le ministre signe l'arrêté de classement, préparé par la Conservation régionale des monuments historiques concernée. La publication de la liste des monuments historiques protégés dans le courant d'une année est faite dans un numéro du Journal officiel de la République française de l’année suivante, mais la protection est effective à compter de la signature de l’arrêté de protection.
Un arrêté d'inscription peut être pris, pour un immeuble, sans l’accord du propriétaire du monument, au contraire d'un arrêté de classement. En cas de refus du propriétaire de l'immeuble ou de l'objet qu'il est proposé de classer, le classement peut être opéré d'office par décret en Conseil d'État. L'inscription d'un objet mobilier appartenant à une personne privée ne peut être faite sans son consentement.
En cas d'urgence (péril, sauvegarde du patrimoine, etc.), une procédure d'instance de classement peut être mise en place par l'autorité administrative (ministre ou préfet). L'administration dispose alors d'un délai d'un an pour mettre en place la procédure, à la date de notification au propriétaire.
Une fois la protection effective, l’unité départementale de l'architecture et du patrimoine (UDAP) prend le relais. L’architecte des bâtiments de France (ABF) y est l’interlocuteur privilégié pour ce qui est du contrôle de l’application des servitudes une fois la protection effective.

### Constitution et conservation du dossier de protection
Le dossier de protection est constitué aussi bien dans le cas d'une inscription que d'un classement, tout au long de l'instruction du dossier. Il comprend un dossier historique, résumant les recherches effectuées sur le monument et justifiant de sa protection (photographies montrant l’évolution du monument, correspondances le mentionnant, articles de presse, etc.) et un dossier administratif incluant l’arrêté et les différentes étapes de la protection. Finalement, le dossier est archivé et conservé par la CRMH. Ces dossiers sont publics et consultables, à l'exception des pièces confidentielles au regard de la loi.
Un dossier récapitulatif des travaux est également constitué, incluant les études préalables de travaux et les dossiers documentaires des ouvrages exécutés. Ils sont également consultables par le public, une fois les travaux terminés.

## Conséquences du classement ou de l'inscription d'un immeuble

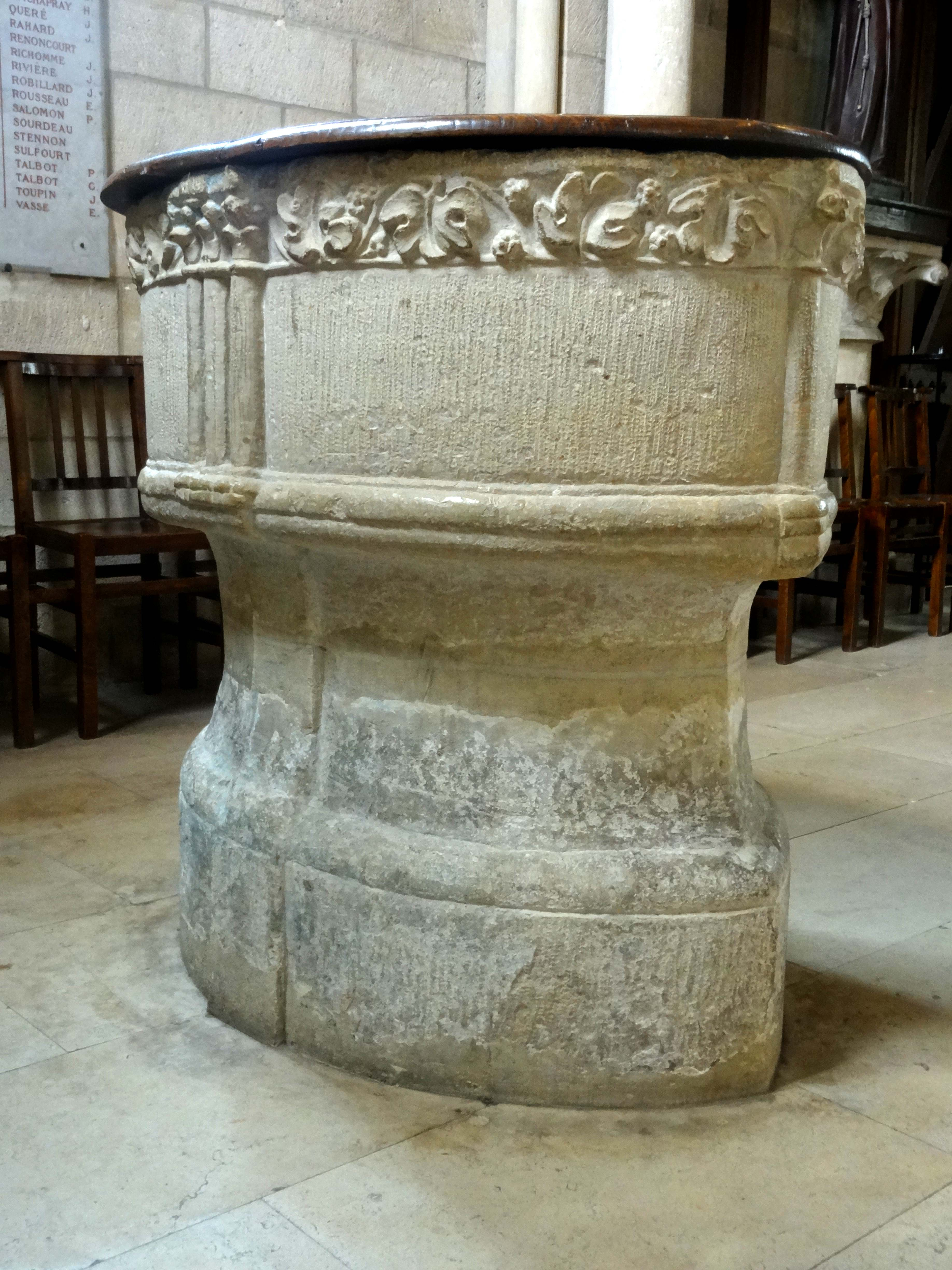
Les fonts baptismaux de Bougival (France), datant du XIIIe siècle, classés monument historique le 20 juin 1905.

Pour toute transformation sur le bâtiment ou l'objet classé, les propriétaires doivent en faire la demande au moins quatre mois avant le début des travaux auprès du préfet en indiquant le détail des travaux à effectuer.
Il ne peut être cédé (vendu, légué, donné…) sans en informer préalablement le ministre. Le nouveau propriétaire doit être informé, avant la vente, du classement ou de l'inscription.
De même, aucune construction neuve ne peut être adossée à l’édifice protégé sans accord préalable du ministre.
En contrepartie, l'entretien est partiellement financé par l’État, et une défiscalisation est possible pour les propriétaires.

### Entretien et restauration des monuments historiques
Les travaux d’entretien, de réparation et de restauration faits au titre de la conservation de l’édifice peuvent bénéficier d'aides de l’État (limitée à 40 % du montant total, mais cumulables à celles, éventuelles, d’autres collectivités). Les travaux autorisés sur un immeuble classé ou inscrit doivent être programmés par le propriétaire avec le concours de l’architecte et d'entreprises de son choix et seront exécutés sous le contrôle de l’administration, au titre du contrôle scientifique et technique de l'État. Lorsque le propriétaire, l'affectataire, son mandataire ou toute personne justifiant d'un titre l'habilitant à faire réaliser des travaux fait part au préfet de région de son intention de réaliser un projet de travaux sur un immeuble, un objet ou un orgue protégé, le préfet de région met à sa disposition l'état des connaissances dont il dispose sur le bien en cause et lui indique les contraintes réglementaires, architecturales et techniques que le projet devra respecter. Un rendez-vous avec l'architecte des bâtiments de France est plus que souhaitable avant le dépôt du dossier. S'il s'agit de travaux sur un bien classé, le préfet de région lui indique, en fonction de la nature, de l'importance et de la complexité des travaux envisagés, les études scientifiques et techniques qui devront être réalisées préalablement à la détermination du programme d'opération.
Depuis le décret no 2009-749 du 22 juin 2009 relatif à la maîtrise d'œuvre sur les immeubles classés au titre des monuments historiques, le service des monuments historiques se désengage de la maîtrise d'ouvrage et de la maîtrise d'œuvre. Alors qu'auparavant, les travaux de restauration devaient obligatoirement être réalisés par l'ACMH territorialement compétent et les travaux d'entretien par l'architecte des bâtiments de France (avec une frontière extrêmement floue puisque l'intervention de l'ABF était gratuite), l'État a supprimé le recours obligatoire à l'administration sauf pour ses propres biens. Ainsi, tous les architectes dits « du patrimoine » (c'est-à-dire, diplômés d'une formation complémentaire, soit effectuée à l'École de Chaillot, soit validée par le diplôme de spécialisation en architecture et patrimoine de l'École nationale supérieure d'architecture de Paris-Belleville ou équivalent) peuvent prétendre aux travaux d'entretien et de « réparation » sur monument classé. Les travaux de « restauration » sont ouverts à la concurrence des architectes de la communauté européenne ayant qualité pour passer le concours sur titres, qui possèdent une expérience de dix ans de restauration du bâti ancien, en vertu des dispositions codifiées aux articles R.621-26 et R.621-28 du code du patrimoine.
En cas d'appel d'offres infructueux, l'ACMH et l'ABF pourront être désignés comme maître d'œuvre. Ils peuvent faire appel à une association de restauration de monuments, qui met alors en œuvre la réhabilitation du patrimoine classé par des actions concrètes (maçonnerie, taille de pierre, visites guidées, etc.) réalisées par des bénévoles.
Pour les monuments historiques inscrits, le recours à un architecte est obligatoire. Tous les travaux doivent faire l'objet d'un permis de construire (même ceux soumis en général à déclaration préalable). Par exemple, le remplacement de volets implique un permis de construire.
Le montant de la participation éventuelle de l’État est déterminé par la nature de sa protection (inscrit ou classé) « en tenant compte des caractéristiques particulières de cet immeuble, de son état actuel, de la nature des travaux projetés, et enfin des efforts consentis par le propriétaire ou toute autre personne intéressée à la conservation du monument ». Les travaux restant à la charge du propriétaire peuvent être compensés par des avantages fiscaux.
À partir de 2018, les bâtiments anciens et classés pourront devenir producteurs et, éventuellement, auto-consommateurs d'énergie solaire à certaines conditions, comme sur des communs ou des parties du bâtiment non visibles (depuis quelque temps, les architectes autorisent parfois des « tuiles solaires discrètes »).

### Conséquences sur les abords

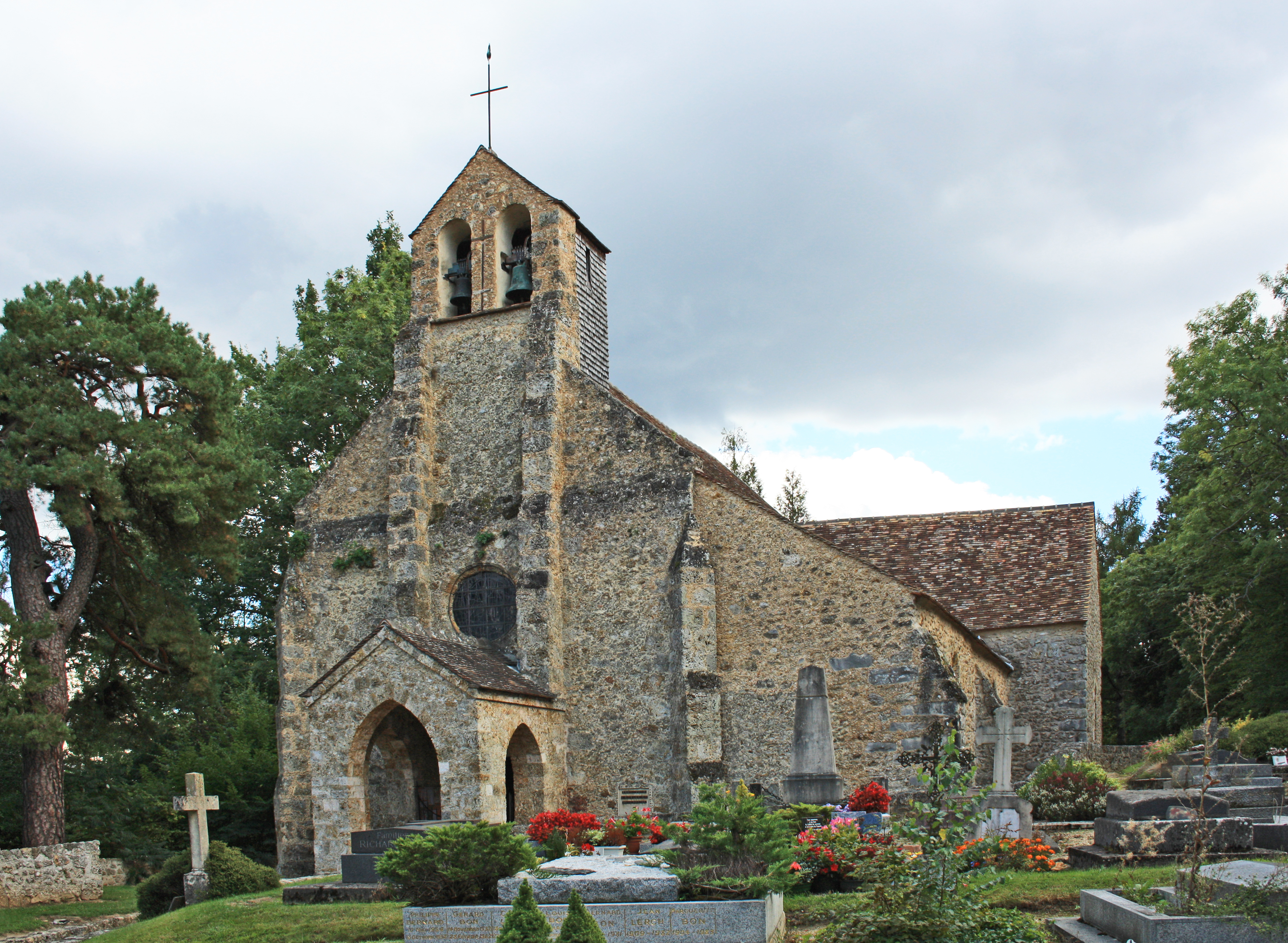
L'église Saint-Lambert-et-Saint-Blaise, à Saint-Lambert (Yvelines), est classée monument historique, tout comme le sont, indépendamment, sa cloche d'une part et le cimetière d'autre part.

Considérant que la valeur patrimoniale et l'aménité d'un monument c’est aussi l’« impression » que procurent ses abords, la loi de 1943, modifiée par l'article 40 de la loi SRU de décembre 2000 impose une forme de vigilance à l’égard des projets de travaux dans le « champ de visibilité » des monuments historiques.
La protection des abords des monuments historiques est régie par les dispositions des articles :
- L. 621-31 et R. 621-92 et suivants du code du patrimoine pour la délimitation de leur périmètre ;
- L. 621-30 et suivants[48] et L. 632-2 du code du patrimoine, R.*425-1 du code de l'urbanisme[49] ou L. 581-8 (publicités) et R. 581-16 (enseignes) du code de l'environnement pour les travaux dans ces périmètres ;
- R. 621-96 et suivants du code du patrimoine[50] pour les travaux non soumis à autorisation au titre des codes de l'urbanisme ou de l'environnement.

Protéger la relation entre un édifice et son environnement consiste, selon les cas, à veiller à la qualité des interventions (façades, toitures, matériaux), à prendre soin du traitement des sols, du mobilier urbain et de l'éclairage, voire à prohiber toute construction nouvelle aux abords du monument. La servitude de protection des abords intervient automatiquement dès qu'un édifice est classé ou inscrit. Toutes les modifications de l'aspect extérieur des immeubles, les constructions neuves, mais aussi les interventions sur les espaces extérieurs doivent recevoir l'autorisation de l'architecte des bâtiments de France (ABF). La publicité et les enseignes sont également sous son contrôle.
En vertu de l'article L. 621-30.II du code du patrimoine, la protection au titre des abords s'applique :
- soit à tout immeuble, bâti ou non bâti, situé dans le périmètre délimité dans les conditions fixées à l'article L. 621-31. Ce périmètre peut être commun à plusieurs monuments historiques ;
- soit, en l'absence de périmètre délimité, à tout immeuble, bâti ou non bâti, visible du monument historique ou visible en même temps que lui et situé à moins de cinq cents mètres de celui-ci ;
- soit à toute partie non protégée au titre des monuments historiques d'un monument historique classé ou inscrit partiellement protégé. Cette disposition a remplacé la notion d'adossement à un immeuble seulement classé.

Dans le second cas, la notion d'abords d'un monument historique correspond à celle de champ de visibilité ou covisibilité et signifie que depuis un espace au sol accessible au public la construction est visible du monument, ou que d'un même point de vue les deux édifices sont visibles conjointement, dans un rayon de 500 mètres, à compter du périmètre de l’immeuble protégé.
Depuis la loi SRU, le périmètre de protection correspondant au premier cas peut être modifié (élargi ou rétréci), sur proposition de l'architecte des bâtiments de France, avec l'accord du conseil municipal. Depuis la loi relative à la liberté de la création, à l'architecture et au patrimoine (2016), le périmètre est établi si possible après accord de l'autorité (municipale ou intercommunale) compétente pour fixer le plan local d'urbanisme. À défaut d'accord, la décision est prise par le ministère de la Culture. Toutefois, si le périmètre s'étend au-delà de la distance de 500 mètres, un décret en Conseil d'État est nécessaire.
Selon l'article L. 621-32 du code du patrimoine, lorsqu’un immeuble est situé en abords d’un immeuble protégé au titre des monuments historiques, son aspect extérieur ne peut être modifié sans une autorisation préalable, dont peuvent tenir lieu celles des autres législations énumérées à l'article L. 632-2 dudit code.
C’est ainsi que tout paysage ou édifice situé en abords d'un monument historique est soumis à des réglementations spécifiques en cas de modification, laquelle doit obtenir l’accord préalable de l’architecte des bâtiments de France. Ce dernier peut émettre un avis conforme, qui signifie que le maire est lié par cet avis, ou un avis simple si, dans le cas concerné, il n'y a pas de covisibilité. La décision du maire n'est alors pas liée par l'avis de l'architecte des bâtiments de France.
L'article L. 632-2.II et III du code du patrimoine prévoit les cas de recours du demandeur ou de l'autorité qui statue sur la demande contre l'avis de l'architecte des bâtiments de France, rappelés en particulier aux articles R. 424-14 et R. 423-68 du code de l'urbanisme.

### Visites guidées
Depuis le 8 juillet 2016, il est obligatoire pour mener une visite guidée de faire appel à un guide-conférencier professionnel.
Loi no 2016-925, article 109 : « Art. L. 221-1. - Pour la conduite de visites guidées dans les musées de France et les monuments historiques, les personnes physiques ou morales réalisant, y compris à titre accessoire, les opérations mentionnées au I de l'article L. 211-1 ne peuvent utiliser que les services de personnes qualifiées titulaires de la carte professionnelle de guide-conférencier délivrée dans des conditions fixées par décret en Conseil d'État. Les personnes morales mentionnées au III de l'article L. 211-18 ne sont pas soumises à cette obligation. »

### Régimes fiscaux spécifiques
Le propriétaire d’une part du patrimoine historique français bénéficie de régimes fiscaux spécifiques.
Concernant l’impôt sur le revenu : les charges foncières : travaux, assurances, taxes foncières, intérêts d’emprunts… afférentes aux parties protégées sont déductibles à hauteur de 50 % du revenu imposable. Et à hauteur de 100 % lorsque le monument est ouvert au public ou pour la part des travaux subventionnés restant à la charge du propriétaire. L’objectif de l’administration est d’aider à préserver notre patrimoine historique et à en favoriser la sauvegarde.
Précision : si les travaux portent sur une partie du bâtiment qui n’est pas classée ou inscrite, les charges foncières ne sont déductibles que si le bâtiment est productif de revenus et protégé pour l’essentiel. Il faut que le bien soit conservé au minimum 15 ans par son propriétaire (personne physique ou SCI familiale). En cas de non-respect de cet engagement, cela entraîne une majoration des revenus de l’année de vente du monument et des deux années suivantes du montant des déductions opérées. Les travaux entrepris sur un bien classé devront toujours consister en une restauration et non en une « reconstruction ». Il s’agit de restaurer l’existant, et non pas d’achever un travail qui aurait disparu avec le temps.
Concernant la succession ou la donation : les monuments historiques peuvent être exonérés des droits de succession ou de donation. Cependant, cette exonération n’est pas automatique : elle est subordonnée à la signature d’une convention à durée indéterminée avec les ministres de la Culture et des Finances comprenant un engagement de conservation et d’ouverture au public. La durée d’ouverture est de 60 jours du 15 juin au 15 septembre ou 80 jours entre le 1er mai et le 30 septembre (dont les dimanches et jours fériés). Cette exonération de droits de succession est également accordée pour les biens possédés en société, comme les SCI familiales n’ayant pas opté pour l’impôt sur les sociétés.
Concernant l’ISI : les monuments historiques sont intégrés à la base taxable de l’ISI comme c'était le cas pour l'impôt de solidarité sur la fortune (ISF). Toutefois, l’administration fiscale est tolérante quant à l’estimation de ces demeures historiques, car elle doit tenir compte des astreintes particulières qui pèsent sur le propriétaire en raison de la protection et de l’ouverture au public.

## Réglementation dans certains territoires outre-mer
La protection du patrimoine ne relevant pas de l'État, les textes sont différents en Nouvelle-Calédonie et en Polynésie française. Si les procédures de classement ou d'inscription sont adaptées au statut de chaque collectivité, les autres règles métropolitaines sont en grande partie identiques.

### Nouvelle-Calédonie
En Nouvelle-Calédonie, la réglementation des monuments historiques est du ressort de chaque province. Elle est fixée :
- en province Nord, par le titre II du livre II du code de l'environnement de la province Nord[51] ;
- en province Sud, par les chapitres II et III (art. 10 à 33) de la délibération no 14-90/APS du 24 janvier 1990 relative à la protection et à la conservation du patrimoine dans la province Sud[52] ;
- dans la province des îles Loyauté, par les chapitres II et III (art. 10 à 33) de la délibération no 90-66/API du 20 juillet 1990 relative à la protection et à la conservation du patrimoine dans la province Îles[53].

Après instruction du dossier et avis de la commission provinciale des sites et monuments, le classement ou l'inscription est prononcé par arrêté du président de la province en cas d'accord du propriétaire, ou par délibération de l'assemblée de province dans le cas contraire.

### Polynésie française
En Polynésie française, les monuments historiques relèvent du livre VI du code du patrimoine de la Polynésie française, adopté par la loi du pays no 2005-10 du 19 novembre 2015.
Après instruction du dossier, il est soumis à l'avis de la commission du patrimoine historique, composée de deux sections respectivement pour les immeubles et pour les meubles. Le classement ou l'inscription est prononcé par arrêté pris en conseil des ministres.

## Le logo
Inspiré par le labyrinthe de la cathédrale de Reims, le logo désignant les monuments historiques peut être apposé sur tout monument faisant l'objet d'une protection au titre des monuments historiques. L’exploitation commerciale de ce logo a été confiée par le ministère de la Culture à l'union d'associations REMPART, qui gère la fabrication de panneaux unifiés et les conditions d'utilisation du logo sur tous les supports autres que papier. Présenté en 1985, il a été modernisé en 2017 par l'agence Ruedi Baur en même temps qu'a été créé le logotype « site patrimonial remarquable ».
Le logo est décliné en un idéogramme routier codifié ID16a.

Dessin du labyrinthe de la cathédrale de Reims.
Idéogramme routier ID16a.

#### Recensement des monuments historiques
- Liste des monuments historiques de France
- Nombre de monuments historiques par département français
- Nombre de monuments historiques par commune française
- Liste des monuments historiques protégés en 1840 - Liste des monuments historiques de 1862
- Base Mérimée, recensant les monuments historiques immobiliers français
- Base Palissy, recensant les monuments historiques mobiliers français
- Médiathèque de l'architecture et du patrimoine

#### Acteurs directs de la protection
- Conservation régionale des monuments historiques, service régalien chargé de la prospection scientifique et de l'application de la protection au titre des monuments historiques
- Commission régionale du patrimoine et des sites, commission consultative des choix d'inscription d'immeubles
- Commission départementale des objets mobiliers, commission consultative des choix d'inscription des objets meubles
- Commission nationale des monuments historiques, commission consultative des choix de classement des objets meubles et d'immeubles
- Service territorial de l'architecture et du patrimoine, service de contrôle des biens immobiliers protégés

#### Autres formes de protections
- Inventaire général du patrimoine culturel
- Architecte des bâtiments de France
- Conseil d'architecture, d'urbanisme et d'environnement (CAUE)
- Co-visibilité
- Secteur sauvegardé
- Site classé ou inscrit
- Espace boisé classé
- Zone de protection du patrimoine architectural, urbain et paysager
- Aire de mise en valeur de l'architecture et du patrimoine

#### Autres articles connexes
- Musée des Monuments français (1795)
- Musée des Monuments français (1879)
- Centre des monuments nationaux
- Laboratoire de recherche des monuments historiques
- Politique culturelle française
- Commission régionale du patrimoine historique, archéologique et ethnologique
- Commission diocésaine d'art sacré
- Commission départementale des sites, perspectives et paysages
- Commission supérieure des sites, perspectives et paysages
- Conservatoire du littoral
- Société française d'archéologie

#### Conservation et restauration du patrimoine
- Doctrines et techniques de conservation - restauration